# Esercito Volontario Ucraino
L'Esercito Volontario Ucraino (in ucraino Українська Добровольча Aрмія, УДА?, Ukraїnska Doborovol'ča Armija, UDA), in precedenza Corpo Volontario Ucraino "Settore Destro" (in ucraino Добровольчий Український Корпус «Правий Cектор», ДУК?, Doborovol'čij Ukraїns'kij Korpus "Pravyj Sektor", DUK), è un gruppo paramilitare ucraino creato e controllato dal partito di estrema destra Settore Destro fino al 2022, quando è stato inserito nelle Forze per operazioni speciali sotto il controllo del governo ucraino, e inquadrato nelle forze terrestri.

## Storia

### Fondazione
Il Corpo Volontario Ucraino ha origine dalle milizie create dal partito Pravyj Sektor durante l'Euromaidan. Dopo la caduta del governo di Janukovyč e l'abbandono da parte della polizia delle strade di Kiev, militanti di Settore Destro iniziarono a pattugliare la città armati di fucili sottratti alla Militsiya. In seguito allo scoppio della guerra del Donbass e alle iniziali pessime performance dell'esercito ucraino nel contrasto ai separatisti filorussi, vennero formati numerosi battaglioni di volontari per difendere l'integrità territoriale dell'Ucraina. Numerosi membri di Settore Destro si unirono a formare il battaglione "Dnipro-2" (in riferimento al "Dnipro-1" della Polizia speciale), ma il Ministero degli affari interni si rifiuta di riconoscere il gruppo.
Il 15 luglio 2014 il leader del partito Dmytro Jaroš annunciò la creazione del Corpo Volontario Ucraino, come unità militare direttamente controllata da Settore Destro. A differenza di altri battaglioni di volontari, come l'Azov e il Donbass, il Corpo Volontario non venne subordinato al Ministero della difesa, ma rimase indipendente. Il 17 luglio venne approvato lo statuto ufficiale, e questa data è considerata quella della fondazione del Corpo.

### Guerra del Donbass
Le unità del Corpo Volontario vennero schierate nell'oblast' di Donec'k e ricevettero il battesimo del fuoco il 29 luglio, quando insieme alla 93ª Brigata meccanizzata riconquistarono la città di Avdiïvka dai separatisti. Il 1° agosto, in supporto alla 51ª Brigata meccanizzata, venne invece liberata Krasnohorivka. Verso la fine di settembre unità del Corpo vennero rischierate presso l'aeroporto di Donec'k, prendendo parte alla strenua resistenza delle Forze armate ucraine fino al 12 novembre. Nel marzo 2015 il Corpo venne schierato sul fronte sud, coprendo i fianchi del Battaglione Azov durante un tentativo di liberare Mariupol' dalla Milizia della RPD, e venne coinvolto in aspri scontri presso Šyrokyne. Entro luglio la maggior parte delle unità del Corpo vennero riposizionate nelle retrovie per essere sostituite da brigate dell'esercito professionista. Per il resto della guerra svolsero perlopiù missioni di ricognizione e controllo del territorio.
Nel dicembre 2015, in seguito alle dimissioni di Dmytro Jaroš, fondatore e comandante del Corpo, questo venne riorganizzato per diventare la base dell'Esercito Volontario Ucraino. Nel 2021 Jaroš è stato nominato consigliere del comandante in capo delle Forze armate Valerij Zalužnyj, ritornando anche al comando dell'Esercito Volontario.

### Invasione russa dell'Ucraina
All'inizio dell'invasione russa dell'Ucraina del 2022 sono stati mobilitati i battaglioni dell'Esercito Volontario, i quali hanno dato il loro contributo durante la difesa di Černihiv e di Kiev in occasione dell'offensiva russa contro la capitale. Hanno anche combattuto nell'assedio di Mariupol'. Il 14 marzo il comandante del 2º Battaglione Mykola Kravčenko è stato ucciso in combattimento presso il villaggio di Horenka, insieme a un giornalista di Fox News.
Sia il Corpo che l'Esercito Volontario hanno sempre operato in modo totalmente indipendente dalle Forze armate ucraine, ma in seguito allo scoppio della guerra con la Russia parte delle sue unità sono state riorganizzate all'interno delle Forze per operazioni speciali, con la denominazione di 7º Centro operazioni speciali "Corpo volontario ucraino" (in ucraino 7-й Центр спеціальних операцій «Добровольчий український корпус»?, 7-j Centr special'nych operacij "Dobrovol'čyj ukraїns'kyj korpus"). Nel novembre 2022 i battaglioni di fanteria dell'unità, integrati da unità corazzate, di artiglieria e di supporto, hanno costituito una nuova brigata in seno alle Forze terrestri ucraine, la 67ª Brigata meccanizzata.
Alla fine di giugno 2025 il Corpo Volontario Ucraino è tornato operativo come forza paramilitare, annunciando la riattivazione di tre sotnje di riserva: la 2ª a Leopoli, la 16ª a Černivci e la 20ª a Sumy.

## Struttura

### Unità dell'Esercito Volontario[25]
- 1º Battaglione
- 3º Battaglione
- 5º Battaglione
  -  1ª Compagnia d'assalto
  -  2ª Compagnia d'assalto
  -  3ª Compagnia fucilieri
- 7º Battaglione "Arej"
- 8º Battaglione "Aratta"
- Battaglione medico "Ospitalieri"
- Distaccamento "Volinia"
- Distaccamento "Lupo"
- Gruppo partigiano "Brakon'jery"
- Unità di supporto

### Unità del Corpo Volontario[26]
- 1ª Sotnja (Oblast' della Transcarpazia)
- 2ª Sotnja (Oblast' di Leopoli)
- 3ª Sotnja (Oblast' di Volinia)
- 4ª Sotnja (Oblast' di Ivano-Frankivs'k)
- 6ª Sotnja (Oblast' di Ternopil')
- 7ª Sotnja (Oblast' di Chmel'nyc'kyj)
- 8ª Sotnja (Oblast' di Donec'k)
- 10ª Sotnja (Oblast' di Rivne)
- 11ª Sotnja (Oblast' di Kiev)
- 12ª Sotnja (Oblast' di Cherson)
- 13ª Sotnja (Città di Kiev)
- 14ª Sotnja (Oblast' di Dnipropetrovs'k)
- 15ª Sotnja (Oblast' di Charkiv)
- 16ª Sotnja (Oblast' di Černivci)
- 17ª Sotnja (Oblast' di Poltava)
- 18ª Sotnja (Oblast' di Zaporižžja)
- 19ª Sotnja (Oblast' di Žytomyr)
- 20ª Sotnja (Oblast' di Sumy)
- 21ª Sotnja (Oblast' di Čerkasy)
- 22ª Sotnja (Oblast' di Černihiv)
- 23ª Sotnja (Oblast' di Mykolaïv)
- Sotnja di Crimea
- Gruppo tattico "Sapsan"
- Gruppo tattico "Bielorussia"